# Рудольф Караччіола
Рудольф Караччіола (нім. Rudolf Caracciola; 30 січня 1901, Ремаген, Німеччина — 28 січня 1959, Кассель, Німеччина) — найтитулованіший німецький автомобільний гонщик довоєнних років, триразовий чемпіон Європи з Великих призів (до заснування Формули 1 у 1950 році — найбільший чемпіонат світу з автоперегонів).
| Ім'я               | Рудольф Караччіола                         |
| Місце нар.         | Ремаген,Німеччина                          |
| Роки життя         | 30.01.1901-28.05.1959                      |
| Національність     | німець                                     |
| Участь у перегонах | 1922—1952 рр.                              |
| Дисципліни         | гірські, кільцеві, пергони на витривалість |
| Команди            | Fafnir, Mercedes, Alfa Romeo               |

## Початок
Народився 30 січня 1901 року у німецькому містечку Ремаген.Походить із старовинного дворянського роду, що походить з Неаполя. Батьки Рудольфа — багаті готельєри Максиміліан та Матільда Караччіола. У Ремагені їм належав готель «Фюрстенберґ» та величезний винний льох «Аполінаріс» (майже 1000 м²). Після закінчення школи, вже захоплений автомобілями, він деякий час працює учнем майстра на механічному підприємстві, а потім — на фірмі «Fafnir», що також виготовляла спортивні авто. На зароблені гроші придбав мотоцикл NSU, на якому у 1922 році переміг на своєму першому змаганні. Цього ж року дебютує у кільцевих перегонах на Avos у складі фірмової команди «Fafnir». Новачок показав найкращий час з усієї команди, фінішувавши у загальному заліку четвертим.

## Перемоги
З 1923 року, Караччіола — торговий представник «Daimler Motoren Gesellschaft».Власник Mercedes 6/25/40 і 23-разовий переможець.1926 року на новому авто фінішує першим у перегонах на AVUS, на призові кошти відкриває свій автосалон у центрі Берліна. Перемагає у численних перегонах. У 1930-31 рр.- чемпіон Європи з гірських перегонів, до того ж, він перший неіталієць, що перемагає у Mille Miglia. З 1932 року стартує на Alfa Romeo. На цьому авто виборює перший Гран-прі Львова. У 1934 р. повертається за кермо Mercedes, як пілот заводської команди. А з 1935 р. перемоги пішли одна за одною. Чемпіон Німеччини і Європи.36 року встановлює світовий рекорд швидкості. У 1937 році знову подвійний чемпіон.
За свідченням тодішніх експертів, підґрунтям його перемог було надзвичайне чуття авто, вміння зберігати та розуміти його. Довів техніку водіння автомобілем до такого рівня, що в дощ, він не збавляв швидкості.
З початком війни переїхав до Швейцарії, де мав маєток. З 1946 року громадянин Швейцарії.
Першою післявоєнною гонкою була 500 миль Індіанаполіс, де у кваліфікаційному тренуванні потрапив у важку аварію (є версія, що це трапилося не випадково)- пролом черепа, численні травми.
Тільки у 1952 році зміг знову сісти за кермо. На Mercedes 300SL, бере участь у ралі Монте-Карло і посідає четверте місце у Mille Miglia. Але під час G.P. Bern — несправність гальм і чергова аварія, після якої кар'єру гонщика довелося припинити.